# Минарал (село)
Минара́л (каз. Мыңарал) — село у складі Мойинкумського району Жамбильської області Казахстану. Адміністративний центр Минаральського сільського округу.
У радянські часи село мало статус смт.
Населення — 721 особа (2021; 659 у 2009, 687 у 1999, 917 у 1989).